# Bojongsari (Jampang Kulon)
Bojongsari is een bestuurslaag in het regentschap Sukabumi van de provincie West-Java, Indonesië. Bojongsari telt 4970 inwoners (volkstelling 2010).